# سوزانا كايسن
سوزانا كايسن (بالإنجليزية: Susanna Kaysen)‏ كاتبة أمريكية، ولدت في 11 نوفمبر عام 1948 في كامبريدج بولاية ماساتشوستس. اشتهرت بكتابة عملها، الأكثر مبيعًا، مذكرات فتاة قوطعت عام 1993. وقد تمت معالجة العمل سينمائيًا عام 1999 في الفيلم الذي يحمل نفس الاسم فتاة، قوطعت. وقد استلهمت كايسن هذا الرواية من اللوحة الفنية فتاة قوطعت أثناء عزفها ليوهانس فيرمير، التي رسمها فيما بين عامي 1660 و1661.

## مؤلفاتها
- أسا، كما عرفته (1987)، ISBN 978-0-679-75377-3.
- فتاة قوطعت (1993)، ISBN 978-1-85381-835-6.
- الكاميرا التي أعطتها لي أمي (2001)، ISBN 978-0-679-76343-7.
- كامبريدج (رواية) (2014)، ISBN 978-0-385-35025-9.

## روابط خارجية
- سوزانا كايسن على موقع IMDb (الإنجليزية)
- سوزانا كايسن على موقع ميوزك برينز (الإنجليزية)
- سوزانا كايسن على موقع قاعدة بيانات الفيلم (الإنجليزية)